# هنرستان صنعتی شهید بهشتی
هنرستان صنعتی شهید بهشتی با نام قدیمی هنرستان صنعتی مشهد مربوط به دوره پهلوی اول است و در مشهد، ضلع غربی، میدان دکتر شریعتی، تقی‌آباد واقع شده و این اثر در تاریخ ۱۱ مرداد ۱۳۸۴ با شمارهٔ ثبت ۱۲۳۸۲ به‌عنوان یکی از آثار ملی ایران به ثبت رسیده‌است.

## پیشینه
در سال ۱۳۱۵ تئودور هنل، ناصحی و نصیری با مأموریت از جانب اداره صناعت و معادن به مشهد آمدند و این هنرستان را تأسیس نمودند. در اواخر مهرماه ۱۳۱۵ کلاس اول هنرستان در دو بخش درودگری و فلزکاری در انتهای خیابان جنت مشهد افتتاح گردید. در این زمان هنرستان فاقد کارگاه بود ولی در اواخر سال ۱۳۱۶ با خرید ابزار آلات و محلی در دروازه سراب، کارگاه هنرستان آغاز به کار نمود.
پس از چندی زمینی به مساحت ۱۶۰۱۵متر مربع واقع در خیابان کوهسنگی، میدان دانشگاه (تقی‌آباد) از ادارهٔ دارایی خریداری گردید و در مهر ۱۳۱۸ ساخت بنای هنرستان آغاز گردید. در ۱۳۲۰ جنگ جهانی دوم به ایران رسید و تئودور هنل به آلمان رفته و بازنگشت، اغلب هنرآموزان و دبیران نیز به تهران رفتند.
در سال ۱۳۲۱ هنرستان به علت کمبود جا به باغ حاج ناظر در خیابان فردوس منتقل شد و همزمان ساخت طبقه اول ساختمان که متوقف شده بود از سر گرفته شد، در ۲۰ اردیبهشت ۱۳۲۳ پس از تکمیل طبقه اول، هنرستان به محل فعلی منتقل شد. در سال ۱۳۲۶ طرح ساختن طبقه دوم هنرستان شروع شد که پس از گذشت یک سال ساخت آن پایان یافت.

## آسیب به بنا
در جریان ساخت ایستگاه‌های قطار شهری مشهد بیم تخریب و آسیب به این بنای تاریخی می‌رفته‌است.